# Арад, Майя
Майя Арад (ивр. מאיה ערד‎, род. 25 января 1971) — современная израильская писательница, автор десяти книг прозы.

## Биография
Родилась в 1971 году, росла в кибуце Нахаль Оз и в г. Ришон-ле-Цион. Служила в Армии обороны Израиля (образование и разъяснительная работа). Изучала лингвистику и классическую филологию в Тель-Авивском и Лондонском университетах, имеет степень доктора филологии.
Преподавала в Гарварде и Женеве,  где заинтересовалась русским языком. Посетив Москву, основательно ознакомилась с русской литературой, что в дальнейшем повлияло на её творчество. С 1999 г. писательница живёт в Калифорнии. Её муж Ревиэль Нец — профессор Стэнфордского университета, специалист по истории древнегреческой математики. Майя Арад преподавала там же, затем полностью сосредоточилась на литературном труде.

## Творчество

### Другое место, чуждый город: роман в стихах (2003)
Первое произведение Арад, бестселлер, получивший премию израильского министерства просвещения. Познакомившись с «Евгением Онегиным» в классическом переводе А.Шлёнского на иврит, Майя Арад воссоздала и форму, и содержание пушкинского романа в стихах на современном израильском материале. Произведение написано онегинской строфой, разделено на главы (canto).
В армейской части, расположенной в центре Израиля, солдатка Орит встречает репатрианта из Канады по имени Джей и влюбляется в него, но безответно. Чтобы залечить сердечные раны, она уезжает в Канаду. Проходят годы. Джей — докторант Иерусалимского университета, но его жизнь пуста. Он возвращается памятью к любви юной солдатки. Неожиданно Джей и Орит встречаются в кафе. Она хороша собой и успешна, сделала карьеру в Канаде. После недолгой беседы Орит равнодушно прощается с Джеем, который взволнован и поражен. Он находит в старой записной книжке телефон Орит и звонит ей. Ему отвечают, что она с мужем улетела. Роман Арад, по существу, это диалог с пушкинским текстом.
«Другое место, чуждый город» — одна из десяти лучших ивритских книг за 2000 - 2010 годы, по версии газеты «Едиот ахронот». В 2006 году роман вошёл в краткий список кандидатов на премию Сапира (израильский Букер). В том же году в тель-авивском Камерном театре по книге был поставлен мюзикл.

### Покинутый праведник (2005)
Комедия в стихах, воспроизводит на израильской почве сюжет «Горя от ума». М. Арад открыла для себя комедию Грибоедова, посмотрев спектакль в московском Малом театре. Хотела перевести пьесу на иврит, но отказалась от этой идеи. «Написать новый текст, стилизованный под „Горе от ума“, оказалось легче, чем сделать перевод», — призналась писательница.
Фрагменты из «Покинутого праведника» впервые опубликовал тель-авивский журнал «О!», создатели которого — молодые поэты занимали постмодернистские позиции и тяготели к традиционным европейским поэтическим формам. Позднее «Покинутый праведник» получил театральное воплощение.
Елена Римон назвала ироничные перелицовки русской классики пера Арад «необычайно свежими и оригинальными».

### Семь пороков (2006)
Первое произведение М. Арад в прозе, бестселлер. Герои борются за престижную должность в ведущем американском университете, и через их поступки в семи главах романа остроумно и иронично представлены семь людских пороков.

### Семейные фото (2008)
Три повести о разбитых семьях, написанные с сочувствием к персонажам.

### Мастер короткого рассказа (2009)
Адам, вымышленный израильский автор, известный критике как мастер короткого рассказа, переживает личный и творческий кризис. В ткань романа органично вплетены девять рассказов, написанных Адамом, критическая статья о его творчестве, отрывки из книги начинающей детской писательницы и полные юмора зарисовки литературной жизни Тель-Авива. Одна из глав романа, рассказ "Омск", переведен на русский язык.

### Подозревается деменция (2011)
Один год из жизни израильтян, профессора Гиоры и его жены Рути, которые уже сорок лет живут в Калифорнии. В упорядоченный мир домохозяйки Рути врывается молодая соотечественница, Натали. Не она ли причиной странного поведения Гиоры? Или же это первые проявления деменции?

### За горами (2016)
Остросюжетный роман, в котором исследуется сама природа детективного жанра. Переведен на русский язык.
Зоар Бар, преподаватель литературы в калифорнийском колледже, получает выгодное деловое предложение: провести в конце ноября пять дней праздника в горах, в коттедже у состоятельных израильтян, геолога-нефтяника и его жены, родом из России, и развлечь хозяев и гостей лекциями о детективной литературе. Но, оказывается, преступления совершаются не только в книгах. Любопытство делает героя недалеким сыщиком-любителем, расследующим прошлое хозяев. В то же время, он сталкивается с неясными угрозами и невольно сам становится персонажем детективной истории. И, наконец, в своих четырёх лекциях Зоар разбирает приемы детективного жанра, которые искусно сплетены с развитием событий в романе. Однако обнажение приема не облегчает ни герою, ни читателю поиски решения стоящей перед ними двойной загадки, и напряжение не ослабевает буквально до последней страницы книги.

### Учительница иврита (2018)
Три повести о противоречиях во взглядах и образе жизни "отцов и детей" среди израильтян, обосновавшихся в Калифорнии. Повесть "Учительница иврита", давшая название книге, опубликована в русском переводе.

### Зависть писательниц (2021)
Роман о проблемах жизни и творчества женщин в современном Израиле.